# Helen Helmink
Helen Helmink is een personage uit de Nederlandse soapserie Goede tijden, slechte tijden.

## Karakter
Helen Helmink was een sociale vrouw en stond voor iedereen klaar. Ze zag altijd het goede in de mens. Haar tegenpool was in alle opzichten Martine Hafkamp, ooit een leerling geweest van Helen. Helen heeft lange tijd gedacht dat haar eigen zoon vlak na de geboorte overleden is. Ze heeft wel twee pleegkinderen opgevoed, Simon en Linda Dekker. Helen is jarenlang docente Nederlands op een middelbare school. Op verzoek van haar dokter en pleegzoon Simon stopt ze hiermee omdat ze last krijgt van haar gezondheid. Helen blijft echter een vertrouwenspersoon voor haar oud-leerlingen en inwoners van Meerdijk. Iedereen komt bij haar langs voor hun problemen. Haar eigen problemen kan ze echter nooit goed oplossen.

## Rol in de serie
In de eerste aflevering gaat Helen Helmink op bezoek bij haar huisarts en pleegzoon Simon Dekker. Hij adviseert haar te stoppen als docente Nederlands op de middelbare school omdat het niet goed gaat met haar gezondheid. Helen zit niet lekker in haar vel en doet thuis zelfs een poging om zichzelf om het leven te brengen. Ze wordt gered door Peter Kelder die bij haar langs komt voor een aanbevelingsbrief en haar andere oud-leerling Annette van Thijn. Even later gaat Helen met Peter in het jongerencentrum werken. Ooit had Helen Helmink een relatie met Rolf Huygens, met wie zij een kind krijgt, maar Helen mag het kind niet opvoeden. Rolf laat haar namelijk weten dat hun zoon vlak na de geboorte overleden is omdat dit buitenechtelijk kind zijn politieke carrière kan schaden. Rolf is  getrouwd met Agaath, die zich tegen een boom rijdt als hij zijn buitenechtelijke relatie opbiecht. Agaath overleefd dit ongeluk, maar is levenslang invalide en zit in een rolstoel. Uit medelijden met Agaath verbreekt hij zijn verloving met Helen en blijft bij zijn vrouw. In werkelijkheid zorgt mevrouw Barendsen op verzoek van Rolf dat hun zoon geadopteerd wordt door een pleeggezin. Later blijkt dat niemand minder te zijn dan Peter Kelder, de leerling van Helen. De pleegvader van Peter Kelder chanteert de rijke Rolf Huygens met het feit dat hij een buitenechtelijke relatie had met Helen. Voor een behoorlijk geldbedrag krijgt Rolf te horen wie zijn zoon is. Hij is geschokt als hij hoort dat dit Peter Kelder is, aangezien zijn dochter Alexandra Huygens een zwak heeft voor Peter. Helen mag niet weten wie hun zoon is. Op verzoek van Rolf regelt Martine Hafkamp een nepzoon, David Harkema genaamd. David is echter uit op het geld van zijn zogenaamde moeder. David onderneemt meerdere pogingen om zowel Helen als Martine te vermoorden. Martine duwt hij van de trap en Helen begraaft hij levend in een kist. Als Martine uit haar zogenaamde coma ontwaakt zorgt ze ervoor dat Helen gered wordt en David in de gevangenis belandt. Helen krijgt tevens te horen dat David haar zoon niet is. Na dit drama wil Helen niet meer weten wie haar werkelijke zoon is.
Helen gaat voor een aantal maanden naar Engeland in seizoen 2. In werkelijkheid verlaat actrice Marlous Fluitsma in de tussentijd de serie en neemt Bruni Heinke de rol over. De schrijvers vonden de rol te belangrijk om Helen de serie uit te schrijven. Nadat ze uit Engeland is teruggekeerd, ontmoet Helen Gerard Dendermonde weer, een oude jeugdliefde. Ze gaat zich met hem verloven, maar Helen loopt gevaar. Gerard heeft namelijk een labiele ex, Alice de Boer. Deze dame schrikt nergens voor terug en ontvoert Helen maar ze overleeft het drama. Later in het seizoen sterft de pleegmoeder van Peter Kelder en laat zij hem buiten de erfenis een medaillon na van zijn biologische moeder en duistere informatie over Rolf Huygens. Als Rolf op het punt staat Peter te vertellen dat hij zijn zoon is verongelukt hij naar wat lijkt door toedoen van Martine Hafkamp. Het is nooit bewezen dat Martine erachter zat, maar het kwam haar wel goed uit, ze was namelijk ondertussen door Rolf benoemd tot mede-directeur van het Huygens Concern en door Rolfs dood had ze in feite alle macht over het Huygens Concern in handen. In seizoen 2 komt Helen's broer Martin Helmink naar wat het lijkt te overlijden.
Agaath Huygens, de weduwe van Rolf gaat bij Martine Hafkamp langs om te vertellen dat ze Rolf's zoon ontmoeten wil en vraagt haar hem te vinden. Agaath, die niet lang te leven heeft wil hem haar aandelen nalaten van het Huygens Concern en anders een andere eigenaar zoeken. Martine schrikt hiervan en laat Helga, de verpleegster van Agaath vermoorden als ze erachter komt dat Peter Kelder de werkelijke zoon is van Rolf Huygens. Mevrouw Barendsen die tijdelijk in Meerdijk verblijft wil Helen niet vertellen wie haar zoon is,  omdat ze haar heeft laten geloven dat haar zoon dood geboren is. Ze moedigt Helen aan om contact op te nemen met Agaath. Helen durft dit niet aan in eerste instantie, maar maakt toch een afspraak met de weduwe van Rolf. Voordat ze bij Agaath arriveert probeert een handlanger van Martine Helen voor de bus te gooien. Helen moet naar het ziekenhuis maar overleeft deze moordpoging van Martine. Peter heeft ondertussen een relatie met Suzanne Balk en samen verwachten ze een kind. Suzanne laat het medaillon van Peter zijn biologische moeder zien aan Helen. Helen valt flauw bij het zien van dit medaillon en beseft na al die jaren dat Peter haar zoon is. Samen met Peter werkt ze in restaurant De Kelder waar het de laatste tijd stroef verloopt tussen deze twee. Het lukt Helen dan ook niet om Peter te vertellen dat zij zijn biologische moeder is. Peter vertrekt, na het uitgaan van zijn relatie met Suzanne, teleurgesteld naar Italië, zonder te weten wie zijn biologische ouders zijn. Helen besluit na haar vertrek bij de Kelder boeken te gaan schrijven over haar leven.
In seizoen 4 komt Agaath Huygens, de weduwe van Rolf, te overlijden. Martine Hafkamp zorgde ervoor dat zij nooit de ware zoon van Rolf ontdekte. Hun dochter Alexandra komt naar Nederland om de toekomst van het Huygens Concern te bespreken. Alexandra hoort dan voor het eerst dat haar vader een buitenechtelijke zoon had met Helen en dat dit Peter is. Martine laat echter weten ook een zoon van Rolf te hebben, maar hij is zwaar gehandicapt. Alexandra ontmoet Wouter, de zoon van Martine en Rolf in een verpleeghuis in Engeland. Zowel Peter als Wouter delen in de erfenis van de Huygens. Helen wordt aandeelhoudster van het Huygens Concern en behartigt de belangen van Alexandra in de raad van bestuur. Martine blijft Algemeen Directeur van het Huygens Concern. Ondertussen gaat Helen op aanraden van haar beste vriendin Wil de Smet weer lesgeven op de middelbare school van Meerdijk het Lorentz College.
De raad van bestuur van het Huygens Concern vertrouwt Martine Hafkamp niet en start een onderzoek om haar te ontslaan. Helen zorgt ervoor dat Martine mag blijven bij het Huygens Concern. Als Martine echter de voorzitter van de Raad van Bestuur, Philip Schellinghout laat verongelukken op het moment dat hij verdachte informatie heeft gevonden over haar wil ook Helen dat Martine ontslagen wordt. Martine is woedend dat Helen alles afpakt in haar leven en huurt Koen Heeze in. Koen en Helen krijgen een relatie en doet een poging om Helen te vergiftigen. als Helen hoort dat Koen getrouwd is en kinderen heeft wil ze hem niet meer zien. Koen wil stoppen met zijn werk, maar onder druk van Martine Hafkamp doet Koen een poging tot moord op Helen. Mickey gooit echter roet in het eten door net op dat moment langs te komen bij Helen, waardoor Koen vlucht. In deze hectische periode voor Helen overlijdt ook nog eens haar geliefde pleegzoon Simon Dekker. Na de begrafenis van Simon gaat Helen naar het huis van Koen zijn vrouw. Als Koen langskomt ziet hij Helen staan in de deuropening, hij schrikt hiervan en de politie arresteert hem. In de gevangenis bekent hij dat Martine zijn opdrachtgever was. Helen is hiervan geschrokken en had nooit gedacht dat Martine tot moord in staat was. Het zat Martine nooit lekker dat Rolf indertijd voor Helen koos toen zij zelf een gehandicapte zoon kreeg, terwijl Helen en Rolf samen een gezond kind kregen. Na de dramatische gebeurtenissen rond Koen en Martine en het overlijden van pleegzoon Simon wordt Helen opgenomen in een kliniek. Daar werd Helen behandeld wordt door de gestoorde ex van Simon, Angela Nieuwkoop. Zij praat Helen een schuldgevoel aan over de verdwijning van Simon, waarna Helen zelfmoord wil plegen. Helen wordt nog net op tijd gered. Daniel zorgt ervoor dat Angie / Angela van de behandeling wordt afgehaald en wordt ontslagen.
In seizoen 6 keert Peter Kelder tijdelijk terug in Meerdijk. Van Mark hoort hij dat zijn zoon Guusje ernstig ziek is en geopereerd moet worden. Nadat Daniël druk uitoefent op Helen krijgt Peter te horen dat zij en Rolf zijn biologische ouders zijn. Eerst wil  hij dit niet geloven. Als blijkt dat zijn Meerdijkse vrienden bevestigen dat Helen zijn moeder is gelooft hij dit. Hij krijgt de erfenis van Rolf Huygens. Hiermee betaalt hij de hoornvliesoperatie van zijn zoon Guusje. Suzanne, die met Onno P.Wassenaar slaapt om de operatie voor haar zoon te betalen, is Peter hier erg dankbaar voor. Emotioneel, maar blij neemt Peter afscheid van Suzanne en Helen. Later in het seizoen bij de presentatie van een van haar nieuwe boeken verschijnt haar broer Martin, waarvan ze eerder dacht dat hij dood was. Degene die ze zag hangen bleek iemand anders te zijn.
In seizoen 7 wordt Helen opnieuw met de dood bedreigd. Dit keer door Lisette de Boer (ook wel bekend onder de naam Alice de Boer), de gestoorde minnares van haar ex Gerard Dendermonde, en ondertussen de nieuwe vriendin van Govert Harmsen. Op Anita na gelooft niemand in eerste instantie dat Helen bedreigd wordt door Lisette. Als haar broer Martin uit de kliniek komt stelt hij voor om naar Canada te emigreren om een nieuw leven op te bouwen. Helen neemt afscheid van haar Meerdijkse vrienden en stapt in het vliegtuig naar Canada.
In de reünie keert Helen nog eenmalig terug.